# Ribeira Sacra

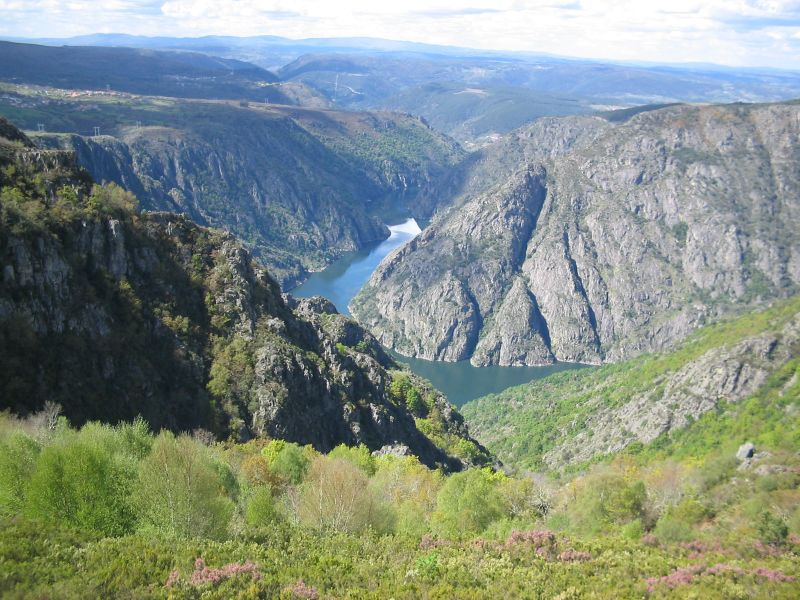
El Canyó del Sil, a la Ribeira Sacra.

La Ribeira Sacra és una zona que comprèn part de les riberes dels rius Miño i Sil a la zona sud de la província de Lugo i nord de la d'Ourense, a Galícia. És coneguda pels seus paisatges, pels seus monestirs i pels seus vins.
La zona va ser candidata a Patrimoni de la Humanitat de la UNESCO el 2009, però la candidatura es va veure afectada per l'aprovació per part del govern espanyol de l'ampliació de les centrals hidroelèctriques construïdes durant les dècades de 1940 i 1950 al riu Sil.

## Geografia
La Ribeira Sacra és especialment coneguda pels seus tresors naturals i biològics, i constitueix un ecosistema de gran varietat i riquesa. Cal destacar els Canyons del Sil, una zona en la qual el riu transcorre encaixat entre muntanyes, formant grans desnivells on hi trobem diversos miradors. També hi ha un catamarà que transcorre els canyons d'un costat a l'altre.

### Municipis
Formen part de la Ribeira Sacra els següents municipis:
- Chantada, Monforte de Lemos, Pantón, Paradela, A Pobra do Brollón, Portomarín, Quiroga, O Saviñao, Sober i Taboada, a la província de Lugo.
- Baños de Molgas, Castro Caldelas, Chandrexa de Queixa, Esgos, Maceda, Manzaneda, Montederramo, Nogueira de Ramuín, Parada de Sil, O Pereiro de Aguiar, A Peroxa i A Teixeira, a la província d'Ourense.

### Clima
La Ribeira Sacra té un clima continental molt càlid propiciat per les valls del Miño i el Sil i les muntanyes que les rodegen. A l'estiu es registren habitualment temperatures màximes que se situen entre les més altes de tota la península Ibèrica, arribant a superar els 40 °C.

## Cultura

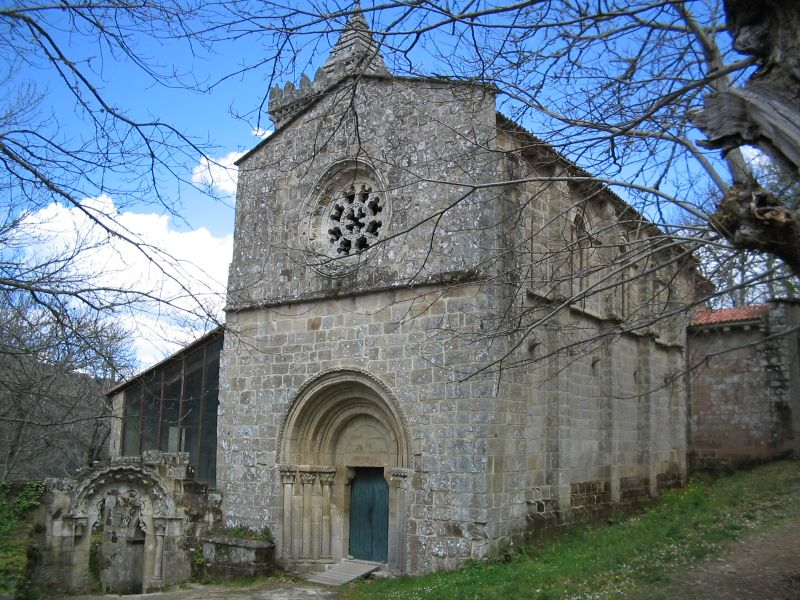
Monestir de Santa Cristina de Ribas de Sil, a Parada de Sil, exemple de l'arquitectura romànica de la zona.

El nom de Ribeira Sacra probablement té el seu origen a l'edat mitjana, i en un principi es pensava que la denominació procedia del llatí Rivoira Sacrata, que podria tenir el seu origen en la gran quantitat de monestirs i temples que es van construir a la zona. Actualment es poden visitar 18 monestirs, entre els quals cal destacar:
- San Vicente do Pino, actual parador de turisme de Monforte de Lemos.
- Santo Estevo de Ribas de Sil, convertit també en parador, a Nogueira de Ramuín.
- San Pedro de Bembibre
- Taboada dos Freires
- San Paio de Diomondi
- Santo Estevo de Ribas de Miño
- Santa María de Pesqueiras
- Santa María de Montederramo
- San Pedro de Rocas
- Santa María de Ferreira de Pantón
- San Paio de Abeleda
- Santa Cristina de Ribas de Sil

## Denominació d'origen
La Ribeira Sacra, com a denominació d'origen, és també coneguda per la qualitat dels seus vins, que popularment es coneixen amb el nom genèric de Mencía, ja que són elaborats principalment amb raïm mencía, tot i que també s'usa el raïm Godello. Les vinyes, que es poden contemplar seguint el curs del riu, estan disposades en un sistema d'esglaons de pedra, anomenats socalcos, al llarg de la ribera, que daten de l'època romana.